# Прапор караїмів
Прапор караїмів — блакитно-біло-жовтий горизонтальний триколор. Блакитний колір — традиційний колір тюркських народів — використовувався ще на стягах Кримського ханства. 
Блакитний колір символізує небо, білий — добро, а жовтий — сонце і вогонь[джерело?]. 